# Liste aktiver Brauereien in North Carolina

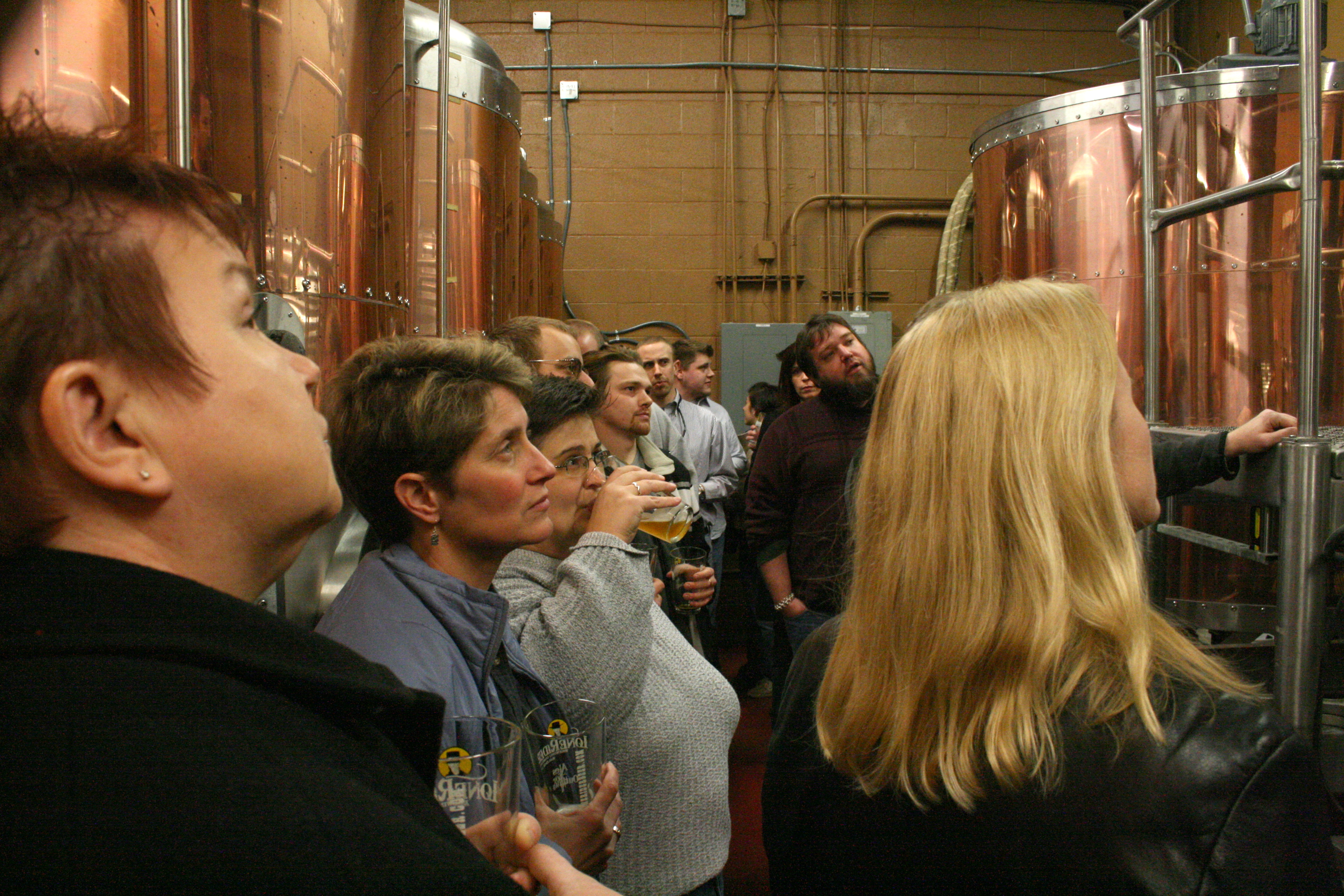
In der LoneRider-Brauerei 2009

Die aktiven Brauereien in North Carolina haben in diesem Bundesstaat eine große wirtschaftliche Bedeutung ein und sind zudem Touristenattraktionen. Sie produzieren jährlich 200 Millionen Gallonen Bier (entspricht über 7,5 Millionen Hektoliter).
Zuerst wurde 1756 eine Brauerei im heutigen North Carolina erwähnt. Die damalige Gegend Wachovia liegt in der heutigen Stadt Winston-Salem.
Die Jahreszahl in Klammern gibt, soweit bekannt, das jeweilige Gründungsjahr an.

## Brauerei in Asheville
In Asheville befinden sich folgende Brauereien:
- Wicked Weed Brewing (2011, seit 2017 zu Anheuser-Busch InBev gehörend)[4]
- Buriel Beer Co. (2013)
- Highland Brewing Co. (1994; Ausstoß ca. 40.000 hl jährlich)[5]

## Brauereien in Charlotte
In Charlotte (North Carolina) befinden sich folgende Brauereien:
- Armored Cow Brewing Co.
- Birdsong Brewing Co. (2011)
- Blue Blaze Brewing
- Brewers at 4001 Yancey
- Burial Beer Co.
- Catawba Brewing Co.
- D9 Brewing Co.
- Devil’s Logic Brewing
- Divine Barrel Brewing
- Edge City Brewery
- Fonta Flora Brewery (Brauort: Nebo)
- Free Range Brewing
- Gilde (2022)
- Heist Brewery (2012)
- Hi-Wire Brewing
- Hopfly Brewing Co. (bis 2021: Unknown Brewing)
- Legion Brewing
- Lenny Boy Brewing Co.
- Lower Left Brewing Co.
- Middle James Brewing
- Midnight Mulligan
- NoDa Brewing Co.
- Olde Mecklenburg Brewery
- Petty Thieves Brewing Co.
- Pilot Brewing Co.
- Protagonist
- Resident Culture Brewing Co.
- Salud Cerveceria
- Southern Strain Brewing
- Suffolk Punch Brewing
- Sugar Creek Brewing Company
- Sycamore Brewing
- Town Brewing Co.
- Triple C Brewing
- Trolley Barn Fermentory & Food Hall
- Vaulted Oak Brewing
- Wooden Robot Brewery

## Brauereien in Greensboro
Stand 2019 befinden sich in Greensboro folgende Brauereien:
- Pig Pounder Brewery
- Preyer Brewing Company
- Gibb’s Hundred Brewing Company
- Natty Greene’s Brewing Company
- New Belgium Brewing Company
- Cooper’s Ale House
- Brown Truck Brewery

## Brauereien in Raleigh
In Raleigh (North Carolina) befinden sich folgende Brauereien:
- Big Boss Brewing (2006)
- Clouds Brewing
- Compass Rose Brewery (2015)
- Crank Arm Brewing Co. (2013)
- Funguys Brewing
- Gizmo Brew Works (2013)
- Heyday brewing
- Little City Brewing
- Lonerider Brewing Co. (2009)
- Neuse River Brewing Co.
- Nickelpoint Brewing Co.
- Raleigh Brewing Co.
- Tobacco Road Brewing (2016)
- Trophy Brewing

## Sonstige Brauereien
- Sierra Nevada Brewing Company, Mills River
- Sanctuary Brewing Company, Hendersonville